# Nymphaea alexii
Nymphaea alexii – gatunek grzybieni odkryty w 2006 r. w północnej części Queensland (Australia). Nazwany został na cześć Alexa Jamesa Fussella, wnuka Dr. Surreya Jacobsa, który wspólnie z Dr. Barre Hellquist odkrył i opisał ten gatunek. 

## Morfologia
PokrójRoślina roczna lub wieloletnia z bulwiastym kłączem o średnicy 2 cm.
LiścieBlaszka liściowa o rozmiarach 10x15 cm, z lekko falistymi brzegami.
KwiatyWznoszą się do 30 cm nad powierzchnią wody, mają przyjemny zapach. Działek jest 4 do 5 o długości 6 cm, od spodu zielone, zaostrzone na szczycie. Płatków korony jest 20 do 25, do 5,5 cm długości i 1,5 cm szerokości. Mają biały kolor i zaostrzony wierzchołek. Pręcików około 150, zalążnia czerwona na szczycie.
OwocKulisty, o średnicy 4,5 cm. Nasiona wydłużone o długości 1-2 mm.